# Austroagallia canopus
Austroagallia canopus är en insektsart som beskrevs av Rauno E. Linnavuori 1969. Austroagallia canopus ingår i släktet Austroagallia och familjen dvärgstritar. Inga underarter finns listade i Catalogue of Life.